# Scorched Earth
Scorched Earth (англ. scorched earth — выжженная земля; на жаргоне может сокращаться до «scorch») — популярная двумерная стратегическая компьютерная shareware-игра для PC-DOS, написанная Уэнделлом Хикеном (Wendell Hicken) в 1991 году с использованием Borland C++ и Turbo Assembler.
Цель игры — выстрелами уничтожить танки противников. За один ход можно сделать только один выстрел. Каждый игрок выбирает угол места (или возвышения) стрельбы. Для изменения дальности стрельбы можно также изменить силу выстрела (от 1 до 1000). Учитывается сила ветра, также влияющая на дальность стрельбы.
Слоган игры — «Мать всех игр» («The Mother of all Games») появился в 1991 году, после того, как Саддам Хусейн грозил США, что в случае если они появятся на Иракской земле, то это будет «Мать всех войн». Название намекает на тактику выжженной земли.
Родоначальником жанра была игра Артиллерия для Apple II, выпущенная в 1980 году (существовала локализованная на болгарский и русский языки версия этой игры для компьютера Правец-8 под названием «Супер артиллерия» и слоганом «Игра для развития глазомера и ума»).